# Калистен
Калистен (на старогръцки: Καλλισθένης) е македонски историк. Неговото произведение за Александър Велики има важно значение за представата за Александър върху следващите историци.
Той е роднина и ученик на прочутия философ Аристотел. Роден е в град Олинт, е син е на Херо (племенница на Аристотел), дъщерята на Проксен от Атарней и Аримнестеа, по-голямата сестра на Аристотел, дъщеря на Никомах и Фестия.
Той учи при чичо си Аристотел и известно време получава уроци заедно с Александър Велики и се сприятелява с него. По-късно той става официален историк на похода на Александър в Азия.
Калистен попада през лятото 327 г. пр. Хр. в немилост при Александър, понеже е против и критикува
заплануваното въвеждане на proskynese / προσκυνησις / от Александър. Той не желае да се подчини на Александър и казва: един македонец коленичи само пред един бог. Александър променя до известна степен решението си (само персийците трябва в бъдеще да извършват proskynese' пред него). 
Като учител на basilikoi paides Калистен е заподозрян в участие в „заговора на
пажовете“ и е арестуван. Вероятно той е бит и екзекутиран.

## Произведения
От историческото съчинение на Калистен: „Hellenica“ („история на Гърция“) от 387/386 г. пр. Хр. до 357/356 г. пр. Хр. в 10 книги и история на Свещената война против фокидците (356 г. пр. Хр.–345 г. пр. Хр.) до днес са запазени няколко фрагменти.
Книгата „Деянията на Александър“ до 331 г. пр. Хр. се смята за главното произведение на Калистен. То служи за пропаганда в полза на Александър. От нея са запазени също малко фрагменти.

## Псевдо-Калистен
През III век сл. Хр. един автор, така нареченият Псевдо-Калистен, пише легендарен роман за Александър (виж: Александриада).